# درایو (ترانه مایلی سایرس)
«درایو» ترانه‌ای از خواننده آمریکایی مایلی سایرس است. این آهنگ از آلبوم بنگرز از مایلی سایرس با اینکه اصلاً تک‌آهنگ نبود اما توانست مقام ۸۷ را در چارت موسیقی ۱۰۰ آهنگ داغ بیلبورد و ۹۰ را در ۱۰۰ آهنگ داغ کانادا و همین‌طور ۱۳۷ را در شرکت آفیشال چارتس به دست آورد.